# Liên minh Tự do Xã hội
Liên minh Tự do Dân chủ (tiếng Romania: Uniunea Social Liberală, USL) là một liên minh chính trị được lập ngày 5 tháng 2 năm 2011 giữa ba nhóm: Đảng Dân chủ Xã hội, và Liên minh Trung hữu bao gồm Đảng Dân chủ Xã hội, Đảng Tự do Dân tộc, Liên minh Dân tộc vì sự tiến bộ của Romania, Đảng Bảo thủ hiện nay chiếm đa số trong Quốc hội và Chính phủ Romania. Ngày 10 tháng 6 năm 2012 USL đã giành chiến thắng trong cuộc bầu cử địa phương bởi một chiến thắng cách biệt trước cuộc bầu cử lập pháp ngày 9 tháng 12 nơi kết quả tương tự.
Tháng 8-9 năm 2012, Đảng Dân chủ Xã hội và Liên minh Dân tộc cho sự tiến bộ của Romania đã lập Liên minh Trung tả.